# Associazione Sportiva Bari 1953-1954
Questa voce raccoglie le informazioni riguardanti l'Associazione Sportiva Bari nelle competizioni ufficiali della stagione 1953-1954.

## Stagione

### Sessione regolare

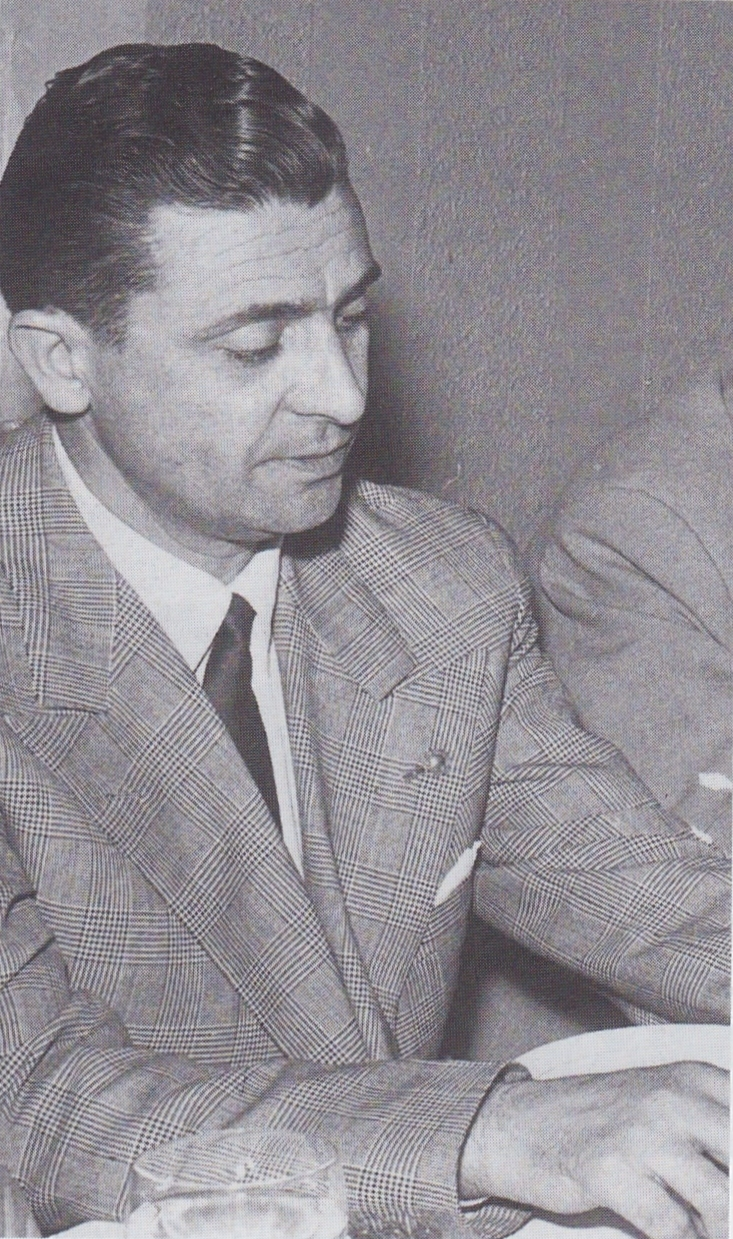
Il presidente Tarsia Incuria.

Nell'estate del 1953 ci sono grossi cambiamenti nell'A.S. Bari: l'amministrazione comunale porta a quattro il numero di commissari di reggenza - da ora commissari ad hoc e non più straordinari come negli anni precedenti - della società e garantisce alla stessa il proprio appoggio finanziario. La commissione nomina nuovo presidente l'avvocato Achille Tarsia Incuria, che è assessore comunale per lo sport. Vecchi e nuovi gestori del Bari Calcio si riuniscono il 23 luglio per mettere giuridicamente e finanziariamente fine alle passate gestioni e concordano per il bene della società la mancata riscossione dei crediti pregressi, da parte dei vecchi proprietari (annullamento dei crediti).
Alcuni commissari inizialmente caldeggiano la scelta di Felice Arienti quale allenatore dei galletti per la nuova stagione, ma la sera del 24 luglio il comitato stesso consegna alla stampa un comunicato, in cui dichiara accettata l'offerta di collaborazione disinteressata di Francesco Capocasale (vecchio asso barese, già centrocampista di Bari e Juventus, ritiratosi dal calcio giocato sei anni prima e allenatore del Bari nella stagione 1949-'50). Lello Del Rosso è il nuovo direttore sportivo. Per il nuovo mercato T. Incuria ottiene dal Comune trenta milioni e propende, discostandosi dalla politica degli anni precedenti, per una campagna acquisti più economica e maggiormente mirata. Tecnici e dirigenti si valgono di consigli e segnalazioni di amici, conoscenti o esperti della IV serie e chiudono velocemente tutte le modifiche della rosa: Bretti torna in biancorosso e vengono ceduti Voros e Chiricallo, mentre su consiglio di Mario Sandron, amico di Capocasale, viene acquistato dal Modica il giovane attaccante romagnolo Raffaele Gamberini. Acquistato anche Sauro Tomà, ex calciatore del grande Torino, scampato alla strage di Superga. Alla fine si risparmiano otto dei trenta milioni ricevuti dal comune. La preparazione viene svolta allo stadio della Vittoria.

L'allenatore Francesco Capocasale (qui in una foto di qualche anno posteriore al 1954).

I galletti chiudono il campionato al primo posto nella classifica del girone H con 48 punti, a 8 di distacco dall'Enna, seconda classificata. Il Bari ha vinto il 67% degli incontri (20 su 30) e ha perso due partite (0-2 a Enna e 0-1 nel derby di Brindisi alla sesta d'andata).

### Gli spareggi per la promozione e per il titolo nazionale
Il primo posto conquistato a fine girone H, però, non basta per la promozione in Serie C. Difatti il regolamento prevede la disputa di un ulteriore girone play-off, contro le prime dei raggruppamenti E, F e G (che sono rispettivamente Prato, Colleferro e Foggia), al termine del quale salgono di categoria le prime due classificate. Nella gara in casa contro il Prato (vinta dal Bari 1-0) il Della Vittoria conta ben trentaduemila tifosi, per un incasso di quindici milioni e centomila lire; record per la IV serie. La partita successiva vede il Bari, fuori casa, battere meritatamente il Foggia con tre reti di scarto (come all'andata). Nello stesso derby, gli spettatori gradiscono la prestazione di Elio Grani, che viene applaudito al momento della sua sostituzione. Il 30 maggio il Bari ospita il Colleferro: i rossoneri vanno due volte in vantaggio, meritatamente (di Mazzoni la rete del momentaneo 1-1 dei pugliesi) e al 90º, con ventuno uomini in area rossonera (solo Riccini è rimasto arretrato) l'arbitro, più defilato, non vede Grani passare "di mano" la palla a Gamberini, che poi insacca per il 2 pari. Comprensibili le veementi proteste dei colleferrini (diversi han visto il fallo), nel chiedere l'annullamento dell'azione. Con la sconfitta 0-3 a Prato nell'ultima giornata del girone play-off, i biancorossi s'appaiano con sei punti assieme a toscani e laziali (il Foggia è ultimo con zero punti). A Prato, pure si sono infortunati Buttarelli e Filiput (quest'ultimo è costretto a far ingessare la gamba).
Data la parità di punteggio con le altre due compagini, il Bari deve disputare quindi due spareggi a turno unico, in campo neutro. Allo Stadio Nazionale di Roma i pratesi passano in vantaggio ai primi minuti di gioco e i biancorossi vanno sotto tensione; lo svantaggio non aumenta anche grazie alle numerose e difficili parate di Riccini. È una partita sofferta dai pugliesi, che a cinque minuti dal fischio finale hanno perso per infortunio due giocatori. All'89º Maestrelli parte dalla difesa con le forze residue e passa la sfera a Marzoli, questo lancia per Cancellieri che, fermo sulla destra effettua un tiro angolato nel sette: 1-1. Il portiere avversario Ciuti rimane esterrefatto. Con questo pareggio la formazione del capoluogo pugliese rimane in lizza per la promozione e si gioca il tutto per tutto a Napoli, il 27 giugno contro il Colleferro. In occasione di quest'incontro ventimila supporter biancorossi raggiungono il capoluogo partenopeo da Bari e provincia e dalle zone di Lazio e Campania dove molti baresi sono emigrati per lavoro. Per la trasferta s'utilizza ogni mezzo disponibile, fino alle motorette e alle bici. Nei negozi di radio di Bari, speciali collegamenti telefonici comunicano il risultato ogni dieci minuti, ai cittadini interessati. I galletti vincono per effetto di una rete di Gamberini al 90º minuto (autore di una doppietta); i colleferrini hanno pareggiato solo due minuti prima. Al triplice fischio i baresi festeggiano il ritorno del Bari in Serie C.
Successivamente, con le vittorie sul Prato nella semifinale e in doppio turno sulla Cremonese (4-2 il conteggio complessivo dei goal sui grigiorossi) i biancorossi s'aggiudicano il titolo di "campioni italiani di IV serie".

## Divise
Le divise per la stagione '53-'54 sono state le seguenti:
| Prima divisa | Seconda divisa |

## Organigramma societario[1]
Area direttiva
- Presidente: Avv. Achille Tarsia Incuria

Area tecnica
- Direttore sportivo: Lello Del Rosso
- Allenatore: Dott. Francesco Capocasale
- Accompagnatore: comm. Angelo Albanese

Area sanitaria
- Medico sociale: dott. Domenico Ambruosi
- Medico: Tuccino Accettura

## Rosa
| N. |                   | Ruolo | Calciatore              |
| -- | ----------------- | ----- | ----------------------- |
|    | Italia (bandiera) | P     | Emilio Buttarelli       |
|    | Italia (bandiera) | P     | Enzo Riccini            |
|    | Italia (bandiera) | D     | Giovanni Chiricallo     |
|    | Italia (bandiera) | D     | Francis Ghio            |
|    | Italia (bandiera) | D     | Luigi Marzoli           |
|    | Italia (bandiera) | D     | Enzo Palazzi            |
|    | Italia (bandiera) | D     | Antonino Perrone        |
|    | Italia (bandiera) | D     | Fulvio Pieroni          |
|    | Italia (bandiera) | D     | Sauro Tomà              |
|    | Italia (bandiera) | C     | Guido Citarelli         |
|    | Italia (bandiera) | C     | Elio Grani (capitano)   |
|    | Italia (bandiera) | C     | Angelo Lo Vecchio Musti |
|    | Italia (bandiera) | C     | Tommaso Maestrelli      |

| N. |                   | Ruolo | Calciatore            |
| -- | ----------------- | ----- | --------------------- |
|    | Italia (bandiera) | C     | Mario Mazzoni         |
|    | Italia (bandiera) | C     | Gabriele Moretti      |
|    | Italia (bandiera) | C     | Vinicio Sabbatini     |
|    | Italia (bandiera) | A     | Luigi Bretti          |
|    | Italia (bandiera) | A     | Antonio Cancellieri   |
|    | Italia (bandiera) | A     | Nicola Chiricallo     |
|    | Italia (bandiera) | A     | Gaetano Gaeta         |
|    | Italia (bandiera) | A     | Livio Filiput         |
|    | Italia (bandiera) | A     | Raffaele Gamberini    |
|    | Italia (bandiera) | A     | Alessandro Lorenzetto |
|    | Italia (bandiera) | A     | Angelo Maccagni       |
|    | Italia (bandiera) | A     | Aldo Santoni          |

## Calciomercato

### Sessione estiva[1]
| Acquisti | Acquisti              | Acquisti       | Acquisti                                     |
| R.       | Nome                  | da             | Modalità                                     |
| -------- | --------------------- | -------------- | -------------------------------------------- |
| P        | Emilio Buttarelli     | Torino         | definitivo (2 milioni)                       |
| D        | Francis Ghio          | BPD Colleferro | definitivo (2 milioni)                       |
| D        | Antonino Perrone      | Marsala        | prestito                                     |
| D        | Sauro Tomà            | Torino         | definitivo (2 milioni)                       |
| C        | Elio Grani            | Torino         | definitivo (7 milioni)                       |
| C        | Mario Mazzoni         | Ascoli         | definitivo (4,5 milioni)                     |
| C        | Gabriele Moretti      | Perugia        | definitivo (2,5 milioni)                     |
| C        | Vinicio Sabbatini     | Pisa           | definitivo (3 milioni)                       |
| A        | Luigi Bretti          | Arsenaltaranto | definitivo (1,5 milioni)                     |
| A        | Raffaele Gamberini    | Modica         | definitivo (2,5 milioni compreso Lorenzetto) |
| A        | Alessandro Lorenzetto | Modica         | definitivo (2,5 milioni compreso Gamberini)  |
| A        | Aldo Santoni          | Torino         | definitivo (2 milioni)                       |

| Cessioni | Cessioni          | Cessioni | Cessioni                 |
| R.       | Nome              | a        | Modalità                 |
| -------- | ----------------- | -------- | ------------------------ |
| P        | Michele Cataldo   | ?        | definitivo (500 milioni) |
| P        | Glauco Vanz       | ?        | definitivo (1,3 milioni) |
| D        | Giovannini        | ?        | ?                        |
| D        | Ermes Medici      | ?        | definitivo               |
| C        | Ferruccio Achilli | ?        | definitivo (2 milioni)   |
| C        | Enzo Benetti      | ?        | fine prestito            |
| C        | Alberto Bonaretti | ?        | definitivo (1,5 milioni) |
| C        | Marino Brenco     | ?        | definitivo (1,5 milioni) |
| C        | Luigi Cingolani   | -        | svincolato               |
| C        | Luciano Soldat    | ?        | definitivo (500 milioni) |
| A        | Laerte Brandolini | ?        | fine prestito            |
| A        | Mihály Vörös      | -        | definitivo (850000 £)    |
| ?        | Larini            | ?        | fine prestito            |

### Sessione autunnale (novembre)[1]
| Acquisti | Acquisti           | Acquisti | Acquisti   |
| R.       | Nome               | da       | Modalità   |
| -------- | ------------------ | -------- | ---------- |
| D        | Luigi Marzoli      | -        | definitivo |
| D        | Enzo Palazzi       | -        | definitivo |
| C        | Tommaso Maestrelli | -        | definitivo |

| Cessioni | Cessioni            | Cessioni | Cessioni   |
| R.       | Nome                | a        | Modalità   |
| -------- | ------------------- | -------- | ---------- |
| D        | Giovanni Chiricallo | Trani    | definitivo |
| A        | Nicola Chiricallo   | Trani    | definitivo |

## Risultati

### IV Serie

#### Girone di andata
| Cosenza 27 settembre 1953 1ª giornata                                                                                 | Cosenza   | 2 – 5 referto                                            | Bari | Campo Sportivo "Città di Cosenza" |
| \| \| \| \| \| Bottecchia 49’ Cellini 62’ \| Marcatori \| 17’, 73’ Gamberini 18’ Mazzoni 67’ Bretti 72’ Lorenzetto \| |           |                                                          |      |                                   |
| |           |                                                          |      |                                   |
| Bottecchia 49’ Cellini 62’                                                                                            | Marcatori | 17’, 73’ Gamberini 18’ Mazzoni 67’ Bretti 72’ Lorenzetto |      |                                   |

| Gela 4 ottobre 1953 2ª giornata                                                    | SS Gela   | 0 – 4 referto                                    | Bari | Stadio Giardinelli |
| \| \| \| \| \| \| Marcatori \| 6’ Gamberini 55’, 65’ Lorenzetto 72’ Cancellieri \| |           |                                                  |      |                    |
|                                                                                    |           |                                                  |      |                    |
|                                                                                    | Marcatori | 6’ Gamberini 55’, 65’ Lorenzetto 72’ Cancellieri |      |                    |

| Bari 11 ottobre 1953 3ª giornata                                                                          | Bari      | 3 – 2 referto               | Marsala | Stadio della Vittoria |
| \| \| \| \| \| Lorenzetto 1’ Gamberini 51’ Cancellieri 56’ \| Marcatori \| 59’ Ganassi 83’ Settembrini \| |           |                             |         |                       |
| |           |                             |         |                       |
| Lorenzetto 1’ Gamberini 51’ Cancellieri 56’                                                               | Marcatori | 59’ Ganassi 83’ Settembrini |         |                       |

| Bari 18 ottobre 1953 4ª giornata                                        | Bari      | 2 – 1 referto | Enna | Stadio della Vittoria |
| \| \| \| \| \| Bretti 12’ Gamberini 85’ \| Marcatori \| 51’ Prevosti \| |           |               |      |                       |
|                                                                         |           |               |      |                       |
| Bretti 12’ Gamberini 85’                                                | Marcatori | 51’ Prevosti  |      |                       |

| Trani 25 ottobre 1953 5ª giornata                                           | Trani     | 1 – 3 referto                  | Bari | Stadio Comunale |
| \| \| \| \| \| Morello 7’ \| Marcatori \| 18’, 51’ Bretti 75’ Lorenzetto \| |           |                                |      |                 |
|                                                                             |           |                                |      |                 |
| Morello 7’                                                                  | Marcatori | 18’, 51’ Bretti 75’ Lorenzetto |      |                 |

| Brindisi 1º novembre 1953 6ª giornata         | Brindisi  | 1 – 0 referto | Bari | Stadio Comunale |
| \| \| \| \| \| Ariagno 16’ \| Marcatori \| \| |           |               |      |                 |
|                                               |           |               |      |                 |
| Ariagno 16’                                   | Marcatori |               |      |                 |

| Bari 8 novembre 1953 7ª giornata                                  | Bari      | 2 – 0 referto | Audace Cerignola | Stadio della Vittoria |
| \| \| \| \| \| Santoni 32’ De Falco 66’ (aut.) \| Marcatori \| \| |           |               |                  |                       |
|                                                                   |           |               |                  |                       |
| Santoni 32’ De Falco 66’ (aut.)                                   | Marcatori |               |                  |                       |

| Crotone 15 novembre 1953 8ª giornata                     | Crotone   | 1 – 1 referto | Bari | Stadio Ezio Scida |
| \| \| \| \| \| Rocca 71’ \| Marcatori \| 49’ Maccagni \| |           |               |      |                   |
|                                                          |           |               |      |                   |
| Rocca 71’                                                | Marcatori | 49’ Maccagni  |      |                   |

| Bari 22 novembre 1953 9ª giornata                        | Bari      | 2 – 0 referto | Paolana | Stadio della Vittoria |
| \| \| \| \| \| Bretti 70’ Mazzoni 80’ \| Marcatori \| \| |           |               |         |                       |
|                                                          |           |               |         |                       |
| Bretti 70’ Mazzoni 80’                                   | Marcatori |               |         |                       |

| Bari 29 novembre 1953 10ª giornata                           | Bari      | 2 – 0 referto | Reggina | Stadio della Vittoria |
| \| \| \| \| \| Lorenzetto 34’ Santoni 61’ \| Marcatori \| \| |           |               |         |                       |
|                                                              |           |               |         |                       |
| Lorenzetto 34’ Santoni 61’                                   | Marcatori |               |         |                       |

| Bari 6 dicembre 1953 11ª giornata             | Bari      | 1 – 0 referto | Molfetta | Stadio della Vittoria |
| \| \| \| \| \| Santoni 26’ \| Marcatori \| \| |           |               |          |                       |
|                                               |           |               |          |                       |
| Santoni 26’                                   | Marcatori |               |          |                       |

| Ostuni 13 dicembre 1953 12ª giornata                         | Ostuni    | 1 – 1 referto | Bari | Stadio Comunale |
| \| \| \| \| \| Clemente 69’ \| Marcatori \| 86’ Gamberini \| |           |               |      |                 |
|                                                              |           |               |      |                 |
| Clemente 69’                                                 | Marcatori | 86’ Gamberini |      |                 |

| Bari 20 dicembre 1953 13ª giornata                        | Bari      | 3 – 0 referto | Matera | Stadio della Vittoria |
| \| \| \| \| \| Gamberini 73’, 81’, 86’ \| Marcatori \| \| |           |               |        |                       |
|                                                           |           |               |        |                       |
| Gamberini 73’, 81’, 86’                                   | Marcatori |               |        |                       |

| Trapani 27 dicembre 1953 14ª giornata                     | Trapani   | 1 – 1 referto | Bari | Campo "Aula" |
| \| \| \| \| \| Vigalio 72’ \| Marcatori \| 41’ Mazzoni \| |           |               |      |              |
|                                                           |           |               |      |              |
| Vigalio 72’                                               | Marcatori | 41’ Mazzoni   |      |              |

| Caltanissetta 3 gennaio 1954 15ª giornata     | Nissena   | 0 – 1 referto | Bari | Stadio Palmintelli |
| \| \| \| \| \| \| Marcatori \| 29’ Filiput \| |           |               |      |                    |
|                                               |           |               |      |                    |
|                                               | Marcatori | 29’ Filiput   |      |                    |

#### Girone di ritorno
| Bari 10 gennaio 1954 16ª giornata | Bari | 0 – 0 referto | Cosenza | Stadio della Vittoria |

| Bari 17 gennaio 1954 17ª giornata | Bari      | 0 – 0 referto | SS Gela | Stadio della Vittoria\| Arbitro: \| Civitelli \| |
| Arbitro:                          | Civitelli |               |         |                                                  |

| Marsala 24 gennaio 1954 18ª giornata                                                      | Marsala   | 2 – 3 referto                 | Bari | Stadio della Vittoria |
| \| \| \| \| \| Amileni 31’ Zarattini 70’ \| Marcatori \| 1’, 81’ Gamberini 54’ Mazzoni \| |           |                               |      |                       |
|                                                                                           |           |                               |      |                       |
| Amileni 31’ Zarattini 70’                                                                 | Marcatori | 1’, 81’ Gamberini 54’ Mazzoni |      |                       |

| Enna 31 gennaio 1954 19ª giornata                | Enna      | 2 – 0 referto | Bari | Stadio Generale Gaeta |
| \| \| \| \| \| Cuoghi 8’, 27’ \| Marcatori \| \| |           |               |      |                       |
|                                                  |           |               |      |                       |
| Cuoghi 8’, 27’                                   | Marcatori |               |      |                       |

| Bari 7 febbraio 1954 20ª giornata               | Bari      | 1 – 0 referto | Trani | Stadio della Vittoria |
| \| \| \| \| \| Gamberini 68’ \| Marcatori \| \| |           |               |       |                       |
|                                                 |           |               |       |                       |
| Gamberini 68’                                   | Marcatori |               |       |                       |

| Bari 14 febbraio 1954 21ª giornata | Bari                 | 0 – 0 referto | Brindisi | Stadio della Vittoria\| Arbitro: \| Mascaretti (Pescara) \| |
| Arbitro:                           | Mascaretti (Pescara) |               |          |                                                             |

| Bari 21 febbraio 1954 22ª giornata | Audace Cerignola | 0 – 0 referto | Bari | Stadio della Vittoria |

| Arbitro: | Seo (Napoli) |

|                                       |           |               |
| Santoni 39’ Gamberini 70’ Mazzoni 90’ | Marcatori | 17’ Bertoglio |

| Paola 7 marzo 1954 24ª giornata                          | Paolana   | 1 – 1 referto | Bari | Stadio Eugenio Tarsitano |
| \| \| \| \| \| Florita 17’ \| Marcatori \| 60’ Bretti \| |           |               |      |                          |
|                                                          |           |               |      |                          |
| Florita 17’                                              | Marcatori | 60’ Bretti    |      |                          |

| Arbitro: | Samorè (Ravenna) |

|  |           |                  |
|  | Marcatori | 70’, 80’ Filiput |

| Molfetta 21 marzo 1954 26ª giornata                        | Molfetta  | 0 – 2 referto            | Bari | Stadio Paolo Poli |
| \| \| \| \| \| \| Marcatori \| 82’ Bretti 88’ Gamberini \| |           |                          |      |                   |
|                                                            |           |                          |      |                   |
|                                                            | Marcatori | 82’ Bretti 88’ Gamberini |      |                   |

| Bari 28 marzo 1954 27ª giornata               | Bari      | 1 – 0 referto | Ostuni | Stadio della Vittoria |
| \| \| \| \| \| Moretti 74’ \| Marcatori \| \| |           |               |        |                       |
|                                               |           |               |        |                       |
| Moretti 74’                                   | Marcatori |               |        |                       |

| Matera 4 aprile 1954 28ª giornata                                      | Matera    | 1 – 2 referto            | Bari | Stadio XXI Settembre |
| \| \| \| \| \| Zanutel 65’ \| Marcatori \| 1’ Bretti 36’ Lorenzetto \| |           |                          |      |                      |
|                                                                        |           |                          |      |                      |
| Zanutel 65’                                                            | Marcatori | 1’ Bretti 36’ Lorenzetto |      |                      |

| Bari 11 aprile 1954 29ª giornata                             | Bari      | 2 – 0 referto | Trapani | Stadio della Vittoria |
| \| \| \| \| \| Cancellieri 5’ Filiput 64’ \| Marcatori \| \| |           |               |         |                       |
|                                                              |           |               |         |                       |
| Cancellieri 5’ Filiput 64’                                   | Marcatori |               |         |                       |

| Bari 18 aprile 1954 30ª giornata                              | Bari      | 2 – 0 referto | Nissena | Stadio della Vittoria |
| \| \| \| \| \| Cancellieri 56’ Mazzoni 92’ \| Marcatori \| \| |           |               |         |                       |
|                                                               |           |               |         |                       |
| Cancellieri 56’ Mazzoni 92’                                   | Marcatori |               |         |                       |

### Girone Play-Off

#### Andata
| Bari 2 maggio 1954 1ª giornata                                            | Bari      | 3 – 0 referto | Foggia | Stadio della Vittoria (26000 spett.) |
| \| \| \| \| \| Maccagni 6’ Mazzoni 77’ Cancellieri 90’ \| Marcatori \| \| |           |               |        |                                      |
|                                                                           |           |               |        |                                      |
| Maccagni 6’ Mazzoni 77’ Cancellieri 90’                                   | Marcatori |               |        |                                      |

| Arbitro: | Butti (Como) |

|          |           |             |
| Lini 30’ | Marcatori | 12’ Mazzoni |

| Bari 16 maggio 1954 3ª giornata                 | Bari      | 1 – 0 referto | Prato | Stadio della Vittoria (32000 spett.) |
| \| \| \| \| \| Gamberini 60’ \| Marcatori \| \| |           |               |       |                                      |
|                                                 |           |               |       |                                      |
| Gamberini 60’                                   | Marcatori |               |       |                                      |

#### Ritorno
| Foggia 23 maggio 1954 4ª giornata                                                                                         | Foggia    | 2 – 5                                                        | Bari | Stadio Pino Zaccheria |
| \| \| \| \| \| Bacci 69’ Gorin 88’ (rig.) \| Marcatori \| 2’, 26’, 56’ Santoni 40’ (rig.) Gamberini 40’ (rig.) Filiput \| |           |                                                              |      |                       |
| |           |                                                              |      |                       |
| Bacci 69’ Gorin 88’ (rig.)                                                                                                | Marcatori | 2’, 26’, 56’ Santoni 40’ (rig.) Gamberini 40’ (rig.) Filiput |      |                       |

| Arbitro: | Gozzano (Genova) |

|                           |           |                    |
| Mazzoni 53’ Gamberini 89’ | Marcatori | 39’, 65’ Chiaretti |

| Prato 6 giugno 1954 6ª giornata                                      | Prato     | 3 – 0 referto | Bari | Stadio Lungobisenzio |
| \| \| \| \| \| Orlandi 4’ Rossi 12’ Bolognesi 71’ \| Marcatori \| \| |           |               |      |                      |
|                                                                      |           |               |      |                      |
| Orlandi 4’ Rossi 12’ Bolognesi 71’                                   | Marcatori |               |      |                      |

#### Spareggi promozione
| Roma 13 giugno 1954 1º spareggio                              | Bari      | 1 – 1 referto | Prato | Stadio Nazionale |
| \| \| \| \| \| Cancellieri 89’ \| Marcatori \| 4’ Marverti \| |           |               |       |                  |
|                                                               |           |               |       |                  |
| Cancellieri 89’                                               | Marcatori | 4’ Marverti   |       |                  |

| Napoli 27 giugno 1954, ore 17,00 2º spareggio                     | Bari      | 2 – 1 referto | BPD Colleferro | Stadio Arturo Collana (25000 spett.) |
| \| \| \| \| \| Gamberini 39’, 90’ \| Marcatori \| 88’ D'Angelo \| |           |               |                |                                      |
|                                                                   |           |               |                |                                      |
| Gamberini 39’, 90’                                                | Marcatori | 88’ D'Angelo  |                |                                      |

### Spareggi per il titolo
| Bari 4 luglio 1954 semifinale                                                        | Bari      | 5 – 0 referto | Prato | Stadio della Vittoria |
| \| \| \| \| \| Filiput 7’, 12’, 48’ Gamberini 58’ Cancellieri 72’ \| Marcatori \| \| |           |               |       |                       |
|                                                                                      |           |               |       |                       |
| Filiput 7’, 12’, 48’ Gamberini 58’ Cancellieri 72’                                   | Marcatori |               |       |                       |

#### Finali
| Cremona 11 luglio 1954 andata                                                        | Cremonese | 2 – 2 referto            | Bari | Stadio Giovanni Zini |
| \| \| \| \| \| Colombini 67’ Bicicli 74’ \| Marcatori \| 22’ Gamberini 84’ Bretti \| |           |                          |      |                      |
|                                                                                      |           |                          |      |                      |
| Colombini 67’ Bicicli 74’                                                            | Marcatori | 22’ Gamberini 84’ Bretti |      |                      |

| Bari 18 luglio 1954 ritorno                          | Bari      | 2 – 0 referto | Cremonese | Stadio della Vittoria |
| \| \| \| \| \| Gamberini 41’, 64’ \| Marcatori \| \| |           |               |           |                       |
|                                                      |           |               |           |                       |
| Gamberini 41’, 64’                                   | Marcatori |               |           |                       |

## Statistiche

### Statistiche di squadra
| Competizione | Punti | In casa | In casa | In casa | In casa | In casa | In casa | Neutro | Neutro | Neutro | Neutro | Neutro | Neutro | In trasferta | In trasferta | In trasferta | In trasferta | In trasferta | In trasferta | Totale | Totale | Totale | Totale | Totale | Totale | DR  |
| Competizione | Punti | G       | V       | N       | P       | Gf      | Gs      | G      | V      | N      | P      | Gf     | Gs     | G            | V            | N            | P            | Gf           | Gs           | G      | V      | N      | P      | Gf     | Gs     | DR  |
| IV Serie     | 48    | 19      | 16      | 3       | 0       | 35      | 4       | 3      | 1      | 2      | 0      | 5      | 4      | 19           | 9            | 7            | 3            | 34           | 21           | 41     | 26     | 12     | 3      | 74     | 29     | +45 |
| ------------ | ----- | ------- | ------- | ------- | ------- | ------- | ------- | ------ | ------ | ------ | ------ | ------ | ------ | ------------ | ------------ | ------------ | ------------ | ------------ | ------------ | ------ | ------ | ------ | ------ | ------ | ------ | --- |

### Statistiche dei giocatori
| Giocatore           | IV Serie | IV Serie |
| Giocatore           | Presenze | Reti     |
| ------------------- | -------- | -------- |
| L. Bretti           | 37       | 9        |
| E. Buttarelli       | 36       | -?       |
| A. Cancellieri      | 35       | 7        |
| G. Chiricallo       | 0        | 0        |
| N. Chiricallo       | 0        | 0        |
| G. Citarelli        | 27       | 0        |
| L. Filiput          | 20       | 8        |
| G. Gaeta            | 0        | 0        |
| R. Gamberini        | 33       | 23       |
| Francis Ghio        | 0        | 0        |
| E. Grani            | 38       | 0        |
| A. Lorenzetto       | 23       | 7        |
| A. Lo Vecchio Musti | 8        | 0        |
| A. Maccagni         | 28       | 2        |
| T. Maestrelli       | 23       | 0        |
| L. Marzoli          | 17       | 0        |
| M. Mazzoni          | 39       | 9        |
| F. Moretti          | 9        | 1        |
| E. Palazzi          | 1        | 0        |
| A. Perrone          | 1        | 0        |
| F. Pieroni          | 6        | 0        |
| E. Riccini          | 5        | -?       |
| V. Sabbatini        | 11       | 0        |
| A. Santoni          | 20       | 7        |
| S. Tomà             | 33       | 0        |